# Xenokeroplatus filitarsis
Xenokeroplatus filitarsis är en tvåvingeart som beskrevs av Loïc Matile 1990. Xenokeroplatus filitarsis ingår i släktet Xenokeroplatus och familjen platthornsmyggor. Inga underarter finns listade i Catalogue of Life.